# DrugBank

Logo de DrugBank

DrugBank est une vaste base de données publique et gratuite, accessible en ligne, concernant la bio-informatique et la chémoinformatique. Elle est hébergée à l'université de l'Alberta, Canada. Apparue en 2006, DrugBank contient en 2013 environ 6 800 entrées de médicaments, incluant environ 1 500 médicaments approuvés par la FDA et environ 5 100 médicaments expérimentaux. En outre, près de 4 300 séquences protéiques sont liées à ces entrées. DrugBank est liée aux bases de données BindingDB et ChEMBL, et est notamment interconnectée à PubChem.